# Stępina
Stępina est un village du sud-est de la Pologne dans la voïvodie des Basses-Carpates. Il fait partie de la gmina de Frysztak (commune rurale) et du powiat de Strzyżów. La population du village s'élève à 728 habitants et comptait 801 habitants en 2011.

## Géographie
|                 | Jaszczurowa   |            |
| Huta Gogołowska | Stępina       | Pstrągówka |
| Glinik Górny    | Glinik Średni | Cieszyna   |

Stępina se situe à 4,1km de Frysztak, 14,9km de Strzyżów 16,5km de Jasło.